# Bal maturalny (film 2008)
Bal maturalny (ang. Prom Night, 2008) – film fabularny (horror, thriller) produkcji amerykańskiej. Remake dreszczowca kanadyjskiego twórcy Paula Lyncha. Scenariusz do filmu napisał J.S. Cardone (Osiem milimetrów 2, Straceni), a głównym producentem jest Neal H. Moritz (Koszmar minionego lata).

## Obsada
- Brittany Snow – Donna Keppel
- Johnathon Schaech – Richard Fenton
- Jessica Stroup – Claire
- Kellan Lutz – Rick Leland
- Jana Kramer – April
- Brianne Davis – Crissy Lynn
- Kelly Blatz – Michael
- Rachel Specter – Taylor
- Joshua Leonard – Simms
- Debbie Entin – Kelly
- Dana Davis – Lisa Hines
- Scott Porter – Bobby
- Tatum Adair – Lena
- Collins Pennie – Ronnie Heflin
- Jessalyn Gilsig – ciotka Karen Turner
- Linden Ashby – wuj Jack Turner